# 교수법
교수법(teaching method), 교육법, 교육방법은 교사가 학생의 학습을 가능케 하는 방법들로 구성된다. 이 전략의 결정은 학습자의 본성에 의해 부분적으로, 그리고 교수되는 대상에 대해 부분적으로 이루어진다.

## 같이 보기
- 언어 교수법, 의사소통 교수법
- 능동적 학습
- 교육철학
- 효과적인 학교
- 수업계획
- 교육학